# Vèstia Òpia
Vèstia Òpia (llatí: Vestia Oppia) va ser una dona d'Atella a la Campània.
Durant la Segona Guerra Púnica vivia a Càpua i cada dia feia sacrificis per la victòria dels exèrcits romans tot i que Càpua era en mans dels cartaginesos.
Quan els romans van ocupar la ciutat l'any 210 aC la van recompensar, segons diu Titus Livi, però no indica quina va ser la seva recompensa.